# 마르셀 리세
마르셀 리세(Marcel Risse, 1989년 12월 17일, 쾰른 ~)는 독일의 축구 선수로, 현재 FC 빅토리아 쾰른에서 미드필더로 활약하고 있다.

## 경력
쾰른 출신으로, 리세는 바이어 04 레버쿠젠, 1. FC 뉘른베르크, 1. FSV 마인츠 05에서 활약하였다.
그는 독일 청소년 대표팀에 차출된 적이 있다.